# Campodorus pectinator
Campodorus pectinator är en stekelart som beskrevs av Dmitriy R. Kasparyan 2003. Campodorus pectinator ingår i släktet Campodorus och familjen brokparasitsteklar. Inga underarter finns listade.